# Архиепархия Сингапура
Архиепархия Сингапура (лат. Archidioecesis Singaporensis) — архиепархия Римско-Католической Церкви в Сингапуре. Архиепархия Сингапура подчиняется непосредственно Святому Престолу. Кафедральным собором архиепархии Сингапура является церковь Доброго Пастыря.

## История
4 февраля 1558 года Римский папа Павел IV издал буллу «Pro excellenti Praeminentia», которой учредил епархию Малакки, входившую в церковную провинцию Гоа (сегодня — архиепархия Гоа и Дамана). С 1712 года территория Сингапура входила в Апостольскую префектуру Островов Индийского океана (сегодня — Епархия Сен-Дени-де-ла-Реюньон).
В 1838 году Римский папа Григорий XVI издал бреве «Multa praeclare», которым учредил Апостольский викариат Ава и Пегу, в который входила территория сегодняшнего Сингапура. В 1840 году Апостольский викариат Ава и Пегу был переименован в Апостольский викариат Сиама (сегодня — Архиепархия Бангкока).
10 августа 1888 года Римский папа Лев XIII издал буллу «In Indosinensibus», которой учредил епархию Малакки, которая 19 сентября 1953 года была возведена в ранг архиепархии. 25 февраля 1955 года архиепархия Малакки была разделена на две епархии: епархия Куала-Лумпура (сегодня — Архиепархия Куала-Лумпура) и епархия Пенанга, которая была переименована в архиепархию Малакка-Сингапура.
18 декабря 1972 года Римский папа Павел VI издал буллу «Spe certa ducti», которой учредил епархию Малакка-Джохор, из которой выделил архиепархию Сингапура.

## Ординарии епархии
- епископ Jorge de Santa Luzia (1558—1576);
- епископ João Ribeiro Gaio (1579—1601);
- епископ Gonçalvo da Silva (4.02.1613 — 6.09.1632);
- епископ Gregório dos Anjos (? — 1679);
- епископ Antonio de Sancta Theresa (1692 — ?);
- епископ Miguel de Bulhões e Souza (28.03.1748 — 8.12.1747);
- епископ Gerardo de San José (19.02.1748 — ?);
- епископ Alexandre da Sagrada Familia Ferreira da Silva (16.12.1782 — 14.02.1785);
- епископ Francisco de São Damazo Abreu Vieira (29.10.1804 — 15.03.1815);
- епископ Jean-Paul-Hilaire-Michel Courvezy (10.09.1841 — 7.09.1844);
- епископ Jean-Baptiste Boucho (3.06.1845 — 6.03.1871);
- епископ Michel-Esther Le Turdu (6.03.1871 — 10.05.1877);
- епископ Edouard Gasnier (28.03.1878 — 8.04.1896);
- епископ René-Michel-Marie Fée (21.07.1896 — 20.01.1904);
- епископ Marie-Luc-Alphonse-Emile Barillon (10.05.1904 — 10.01.1933);
- епископ Adrien Pierre Devals (27.11.1933 — 17.01.1945);
- епископ Michel Olçomendy (21.01.1947 — 1976);
- архиепископ Gregory Yong Sooi Ngean (3.02.1977 — 14.10.2000);
- архиепископ Николай Чиа (15.05.2001 — 20.05.2013);
- кардинал Уильям Го Сен Че (20.05.2013 — по настоящее время).

## Источник
- Annuario Pontificio, Libreria Editrice Vaticana, Città del Vaticano, 2003, ISBN 88-209-7422-3
- Бреве Universi dominici gregis/Raffaele de Martinis, Iuris pontificii de propaganda fide. Pars prima,V, Romae 1893, стр.. 283  (лат.)
- Булла Spe certa ducti Архивная копия от 3 марта 2013 на Wayback Machine, AAS 65 (1973), стр. 126]  (лат.)